# Asterix en de Olympische Spelen (film)
Asterix en de Olympische Spelen (originele Franse titel: Astérix aux Jeux Olympiques) is een Franse film uit 2008, gebaseerd op de Asterix-strips van René Goscinny en Albert Uderzo. Het is de derde live-actionfilm gebaseerd op deze stripreeks. Het verhaal is losjes gebaseerd op het gelijknamige album Asterix en de Olympische Spelen.

## Verhaal
Asterix en Obelix willen hun vriend Hartstochtelix (Franse naam: Alafolix) helpen de hand te winnen van de Griekse prinses Irina. Zij heeft bekend laten maken dat ze zal trouwen met de winnaar van de aankomende Olympische Spelen. Als Hartstochtelix een kans wil maken zal hij mee moeten doen aan deze spelen.
Vergezeld door Asterix, Obelix, Kakofonix en Panoramix gaat Hartstochtelix naar Griekenland. Aanvankelijk denken de Galliërs makkelijk te kunnen winnen dankzij hun toverdrank, maar bij aankomst in Griekenland blijkt er een strenge controle te zijn op stimulerende middelen. Derhalve zijn de Galliërs gedwongen zonder de toverdrank deel te nemen aan de spelen.
Brutus, de zoon van Julius Caesar, heeft het echter ook voorzien op Irina. Om die reden doet ook hij mee met de spelen. Hij gebruikt elke mogelijke manier om te zorgen dat zijn team de spelen wint, zodat hij niet alleen Irina krijgt, maar zich ook kan ontdoen van zijn vader Caesar. Zo koopt hij de jury om, en ontvoert hij Panoramix om hem het geheim van de toverdrank te ontfutselen.
Maar, door slim denkwerk van Asterix, wordt Brutus betrapt, en gediskwalificeerd, en wordt Hartstochtelix alsnog als winnaar van de Olympische Spelen uitgeroepen, en kan hij trouwen met prinses Irina.

## Rolverdeling
| Personage                           | Taal               | Taal               | Taal           |
| Personage                           | Originele versie   | Nederlandse versie | Vlaamse versie |
| ----------------------------------- | ------------------ | ------------------ | -------------- |
| Obelix                              | Gérard Depardieu   | Jack Wouterse      |                |
| Asterix                             | Clovis Cornillac   | Waldemar Torenstra |                |
| Brutus                              | Benoît Poelvoorde  | Kasper van Kooten  | Pol Goossen    |
| Jules Cesar (Julius Caesar)         | Alain Delon        | Arnold Gelderman   |                |
| Prinses Irina                       | Vanessa Hessler    | Lies Visschedijk   |                |
| Kakofonix                           | Franck Dubosc      | Frank Lammers      |                |
| Couverdepus (Vlooienpus)            | José Garcia        |                    |                |
| Hartstochtelix                      | Stéphane Rousseau  | Cas Jansen         |                |
| Panoramix                           | Jean-Pierre Cassel | Wim van Rooij      |                |
| Beta                                | Elie Semoun        |                    |                |
| Mordicus                            | Alexandre Astier   |                    |                |
| Abraracourcix                       | Elric Thomas       |                    |                |
| Claudius Cornedurus (Tulius Torsus) | Jérôme Le Banner   |                    |                |
| Numérobis (Tekenis)                 | Jamel Debbouze     |                    |                |

## Achtergrond
De film vertoont grote verschillen met de strip waar hij op is gebaseerd. Zo kwam in de originele strip geen relatie voor tussen Hartstochtelix en Irina. Ook komt Brutus, die in de film de rol van de primaire antagonist heeft, niet voor in de strip.
De film werd grotendeels opgenomen in Spanje. Met zijn budget van 78 miljoen euro is de film een van de duurste Europese films ooit gemaakt.
Hoewel de film slecht werd ontvangen door critici, bracht hij toch een redelijk bedrag op in onder andere Polen, Spanje en Frankrijk.

## Cameo's
In het laatste onderdeel van de Spelen, de Strijdwagenrace, maken Jean Todt en Michael Schumacher hun opwachting. Als zichzelf komen ze uit voor 'Team Germanië'. Inclusief pitstop wordt Schumacher derde, in een strijdwagen gemodelleerd naar zijn (toen nog) Ferrari F-1 bolide. Bij de viering van de Gallische overwinning maakt Zinédine Zidane zijn opwachting als voetballer. Een van de Grieken heeft zojuist een bal uitgevonden en bij toeval komt die bij Nummertienix later ook wel Zinedinix genoemd. Ook Amélie Mauresmo en Tony Parker maken hun opwachting op het Gallische feest.